# Премії кримінального трилера
Премії кримінального трилера (англ. Crime Thriller Awards) — британська премія з церемонією нагородження, присвячена кримінальним трилерам. Запроваджена 2008 року Асоціацією письменників детективного жанру. Тривала до 2014 року.

## Переможці
2008 рік
- Найкращий фільм — Ультиматум Борна (The Bourne Ultimatum)
- ITV3 Writer's Award за класичну телевізійну драму (публічне голосування) — Колін Декстер (Colin Dexter)
- Найкраща телевізійна драма — Criminal Justice[en] (Карне правосуддя)
- Інтернаціональна телевізійна драма — Дроти (The Wire)
- Найкраща акторка — Hermione Norris[en] (Герміона Норріс), Spooks[en] (Привіди)
- Найкращий актор — Rupert Penry-Jones[en] (Руперт Пенрі-Джонс), Spooks[en] (Привіди)
- Автор року — Ієн Ренкін (Ian Rankin), Exit Music[en] (Вихід музики)
- Міжнародний автор року — Стіг Ларссон (Stieg Larsson), Чоловіки, що ненавидять жінок (The Girl with the Dragon Tattoo)
- Проривний автор року — Stuart MacBride[en] (Стюарт Макбрайд), Broken Skin (Пошкоджена шкіра)
- Міжнародний зал слави авторів кримінальних творів — Артур Конан Дойл, Агата Крісті, Філліс Дороті Джеймс

2009 рік
- Найкращий фільм — Ґран Торіно (Gran Torino)
- ITV3 Writer's Award за улюбленого автора кримінального жанру (публічне голосування) — Гарлан Кобен (Harlan Coben)
- Найкраща телевізійна драма — Red Riding[en] (Червоний райдінг)
- Інтернаціональна телевізійна драма — Дроти (The Wire)
- Найкраща акторка — Juliet Stevenson[en] (Джульєт Стівенсон), Place of Execution (Місце страти)
- Найкращий актор — Домінік Вест (Dominic West), Дроти (The Wire)
- Золотий кинджал —  William Brodrick[en],  (Вільям Бродерік), A Whispered Name (Прошепотіле ім'я)
- Сталевий кинджал Яна Флемінга — John Hart[en] (Джон Герт), The Last Child[en] (Остання дитина)
- Новий закривавлений кинджал — Юхан Теорін (Johan Theorin), Echoes from The Dead (Відлуння мертвих)
- Міжнародний зал слави авторів кримінальних творів — Колін Декстер (Colin Dexter), Lynda La Plante[en] (Лінда Ла Плант), Вел Макдермід (Val McDermid), Ієн Ренкін (Ian Rankin)

2010-й рік
- Золотий кинджал — Belinda Bauer[en] (Белінда Бауер), Blood Harvest (Криваві жнива)
- Сталевий кинджал Яна Флемінга — Simon Conway (Саймон Конвей), A Loyal Spy (Лояльний шпигун)
- Новий закривавлений кинджал — Ryan David Jahn[en] (Раян Девід Ян) Acts of Violence (Акти насильства)
- Найкращий фільм року — Початок (Inception)
- Телевізійний кинджал — телесеріал Шерлок
- Інтернаціональний телевізійний кинджал — телесеріал Wallander[en] (Волландер)
- Кинджал найкращої акторкии — Maxine Peake[en] (Максін Пік), Criminal Justice[en] (Карне правосуддя)
- Кинджал найкращого актора — Бенедикт Камбербетч (Benedict Cumberbatch), телесеріал Шерлок
- Кинджал найкращої акторки другого плану — Dervla Kirwan[en] (Дервла Кірван), телесеріал The Silence[en] (Тиша)
- Кинджал найкращого актора другого плану — Меттью Макфедьєн (Matthew Macfadyen), Criminal Justice[en] (Карне правосуддя)
- Кинджал народного детектива — телесеріал Війна Фойла

2011-й рік
- Кинджал найкращого фільму — Справжня мужність
- Телевізійний кинджал —  Case Histories[en] (Історії справ)
- Кинджал народного бестселлера — Peter James[en] (Пітер Джеймс)
- Інтернаціональний телевізійний кинджал — телесеріал  Forbrydelsen[da] (Вбивство)
- Кинджал найкращої акторки — Sofie Gråbøl[da] (Софі Гробель), телесеріал  Forbrydelsen[da] (Вбивство)
- Кинджал найкращого актора — Ідріс Ельба (Idris Elba), телесеріал Лютер
- Кинджал найкращої акторки другого плану — Ann Eleonora Jørgensen[da] (Енн Елеонора Йоргенсен), телесеріал  Forbrydelsen[da] (Вбивство)
- Кинджал найкращого актора другого плану — Rafe Spall[en] (Рейф Спелл), The The Shadow Line[en] (Межі темряви)
- Новий закривавлений кинджал — Before I Go to Sleep[en] (До того, як я піду спати), S. J. Watson[en] (С. Дж. Вотсон)
- Сталевий кинджал Яна Флемінга — The Lock Artist[en] (Замкнений художник), Steve Hamilton[en] (Стів Гамільтон)
- Золотий кинджал — Crooked Letter (Крива буква), Tom Franklin[en] (Том Франклін)

2012-й рік
- Кинджал найкращого фільму — Шпигун, вийди геть! (Tinker Tailor Soldier Spy)
- Найкращий детективний дует (публічне голосування) — DI Robbie Lewis[en] and DS James Hathaway[en] (Інспектор Роббі Льюїс та сержант Джеймс Гатавей) — телесеріал Lewis[en] (Льюїс)
- Телевізійний кинджал — мінітелесеріал Шерлок (Sherloc)
- Інтернаціональний телевізійний кинджал — телесеріал Міст
- Кинджал найкращої акторки — Клер Дейнс (Clair Danes), телесеріал Батьківщина (Homeland)
- Кинджал найкращого актора — Бенедикт Камбербетч (Benedict Cumberbatch), телесеріал Шерлок
- Кинджал найкращої акторки другого плану — Келлі Макдональд (Kelly Macdonald), телесеріал Підпільна імперія (Boardwalk Empire)
- Кинджал найкращого актора другого плану — Мартін Фріман (Martin Freeman), телесеріал Шерлок
- Золотий кинджал — The Rage (Лють), Gene Kerrigan[en] (Джин Керріган)
- Новий закривавлений кинджал — A Land More Kind than Home (Земля добріша за дім), Wiley Cash[en] (Вілі Кеш)
- Сталевий кинджал Яна Флемінга — A Foreign Country (Зарубіжна країна), Charles Cumming (Чарльз Каммінг)
- Спеціальний бестселлер — Flash and Bones[en] (Плоть і кістки), Кеті Райкс (Kathy Reichs)

2013-й рік
- Кинджал найкращого фільму — 007: Координати «Скайфолл» (Skyfall)
- Міжнародний зал слави авторів кримінальних творів — Martina Cole[en] and Wilbur Smith[en] (Мартіна Коул та Вілбур Сміт)
- Телевізійний кинджал — телесеріал Бродчерч (Broadchurch)
- Інтернаціональний телевізійний кинджал — телесеріал Forbrydelsen[da] (Вбивство)
- Кинджал найкращої акторки — Олівія Колман (Olivia Colman), телесеріал Бродчерч (Broadchurch)
- Кинджал найкращого актора — Девід Теннант (David John Tennant), телесеріал Бродчерч (Broadchurch)
- Кинджал найкращої акторки другого плану — Amelia Bullmore[en] (Амелія Буллмор), телесеріал Скотт та Бейлі (Scott & Bailey)
- Кинджал найкращого актора другого плану — Andrew Buchan[en] (Ендрю Бакен), телесеріал Бродчерч (Broadchurch)
- Сталевий кинджал Яна Флемінга — Ghostman (Людина-привид), Roger Hobbs (Роджер Гобс)
- Новий закривавлений кинджал — Norwegian by Night (Норвезький вночі), Derek B. Miller (Дерек Б. Міллер)
- Золотий кинджал — Dead Lions (Мертві леви), Mick Herron[en] (Мік Геррон)
- Книжковий клуб кримінальних трилерів, найкраща книга — The Necessary Death of Lewis Winter (Необхідна смерть Льюїса Вінтера), Malcolm MacKay (Малкольм Макей)

2014-й рік
- Кинджал найкращого фільму — Cold in July (Холодно в липні)
- Живі легенди кримінального трилера — Деніз Міна (Denise Mina), Роберт Гарріс (Robert Harris), Убивства в Мідсомері (Midsomer Murders)
- Телевізійний кинджал — телесеріал Happy Valley[en] (Щаслива долина)
- Інтернаціональний телевізійний кинджал — телесеріал Справжній детектив (True Detective)
- Кинджал найкращої акторки — Keeley Hawes[en] (Кілі Говс), серіал За службовими обов'язками (Line of Duty)
- Кинджал найкращого актора — Меттью Мак-Конагей (Matthew McConaughey), телесеріал Справжній детектив (True Detective)
- Кинджал найкращої акторки другого плану — Аманда Аббінгтон (Amanda Abbington), телесеріал Шерлок (Sherlock)
- Кинджал найкращого актора другого плану — Джеймс Нортон (James Norton), Happy Valley[en] (Щаслива долина)
- Сталевий кинджал Яна Флемінга — An Officer and a Spy[en] (Офіцер і шпигун), Роберт Гарріс (Robert Harris)
- Новий закривавлений кинджал — The Axeman’s Jazz (Джаз сокирника), Ray Celestin[fr] (Рей Целестін)
- Золотий кинджал — This Dark Road to Mercy (Ця темна дорога до милосердя), Wiley Cash[en] (Вілі Кеш)
- Книжковий клуб кримінальних трилерів, найкраща книга — Entry Island (Вхід), Peter May[en] (Пітер Мей)